# Elecciones municipales de 2019 en Barcelona
Las elecciones municipales de 2019 se celebraron en Barcelona el domingo 26 de mayo, de acuerdo con el Real Decreto de convocatoria de elecciones locales en España dispuesto el 1 de abril de 2019 y publicado en el Boletín Oficial del Estado el 2 de abril. Se eligieron los 41 concejales del pleno del Ayuntamiento de Barcelona, a través de un sistema proporcional (método d'Hondt), con listas cerradas y un umbral electoral del 5 %.

## Candidaturas
Fueron proclamadas 24 candidaturas.

## Resultados
Los resultados completos correspondientes al escrutinio definitivo se detallan a continuación:
| Candidatura                                                           | Candidatura                                                                                          | Votos     | %                                       | Escaños                                 |     |
| --------------------------------------------------------------------- | --- | --------- | --------------------------------------- | --------------------------------------- | --- |
|                                                                       | Esquerra Republicana de Catalunya-Ernest Maragall Alcalde+BCN Nova-Acord Municipal (ERC+BCN-Nova-AM) | 161 189   | 21,37%                                  | 10                                      |     |
|                                                                       | Barcelona en Comú-En Comú Guanyem (BComú-ECG)                                                        | 156 493   | 20,74%                                  | 10                                      |     |
|                                                                       | Partit dels Socialistes de Catalunya-Compromís per Barcelona-Units-Candidatura de Progrés (PSC-CP)   | 138 885   | 18,41%                                  | 8                                       |     |
|                                                                       | Barcelona pel Canvi - Ciutadans (BCN Canvi-Cs)                                                       | 99 452    | 13,18%                                  | 6                                       |     |
|                                                                       | Junts (JUNTS)                                                                                        | 79 280    | 10,51%                                  | 5                                       |     |
|                                                                       | Partido Popular (PP)                                                                                 | 37 786    | 5,01%                                   | 2                                       |     |
|                                                                       | |           |                                         |                                         |     |
| CUP-Capgirem Barcelona-Alternativa Municipalista (Capgirem BCN-AMUNT) | CUP-Capgirem Barcelona-Alternativa Municipalista (Capgirem BCN-AMUNT)                                | 29 318    | 3,89%                                   | 0                                       |     |
| Barcelona és Capital-Primàries (BCAP-Primàries)                       | Barcelona és Capital-Primàries (BCAP-Primàries)                                                      | 28 253    | 3,75%                                   | 0                                       |     |
| Vox (Vox)                                                             | Vox (Vox)                                                                                            | 8751      | 1,16%                                   | 0                                       |     |
| Partido Animalista Contra el Maltrato Animal (PACMA)                  | Partido Animalista Contra el Maltrato Animal (PACMA)                                                 | 6181      | 0,82%                                   | 0                                       |     |
| Los Verdes Ecopacifistas (EVE)                                        | Los Verdes Ecopacifistas (EVE)                                                                       | 1891      | 0,25%                                   | 0                                       |     |
| Fuerza Ciudadana (FC's)                                               | Fuerza Ciudadana (FC's)                                                                              | 1197      | 0,16%                                   | 0                                       |     |
| Escaños en Blanco (EB)                                                | Escaños en Blanco (EB)                                                                               | 432       | 0,06%                                   | 0                                       |     |
| Convergents (CNV)                                                     | Convergents (CNV)                                                                                    | 379       | 0,05%                                   | 0                                       |     |
| Partido Comunista del Pueblo de Cataluña (PCPC)                       | Partido Comunista del Pueblo de Cataluña (PCPC)                                                      | 373       | 0,05%                                   | 0                                       |     |
| Partido Demócrata Social Jubilados Europeos (PDSJE)                   | Partido Demócrata Social Jubilados Europeos (PDSJE)                                                  | 313       | 0,04%                                   | 0                                       |     |
| Actúa (PACT)                                                          | Actúa (PACT)                                                                                         | 303       | 0,04%                                   | 0                                       |     |
| Familia y Vida (PFiV)                                                 | Familia y Vida (PFiV)                                                                                | 215       | 0,03%                                   | 0                                       |     |
| Por Un Mundo Más Justo (PUM+J)                                        | Por Un Mundo Más Justo (PUM+J)                                                                       | 195       | 0,03%                                   | 0                                       |     |
| Partido Libertario (P-Lib)                                            | Partido Libertario (P-Lib)                                                                           | 144       | 0,02%                                   | 0                                       |     |
| Falange Española de las JONS (FE de las JONS)                         | Falange Española de las JONS (FE de las JONS)                                                        | 132       | 0,02%                                   | 0                                       |     |
| dCide (De Centro Izquierda de España) (dCIDE)                         | dCide (De Centro Izquierda de España) (dCIDE)                                                        | 93        | 0,01%                                   | 0                                       |     |
| Nosotros Partido de la Regeneración Social (NPRS)                     | Nosotros Partido de la Regeneración Social (NPRS)                                                    | 47        | 0,01%                                   | 0                                       |     |
| Votos en blanco                                                       | Votos en blanco                                                                                      | 2635      | 0,35                                    | 0                                       | n/a |
| Votos válidos                                                         | Votos válidos                                                                                        | 754 443   | 100,00%                                 | 41                                      |     |
| Votos nulos                                                           | Votos nulos                                                                                          | 1540      | Participación: · \| \| 66,17 % \| 5,56% | Participación: · \| \| 66,17 % \| 5,56% |     |
| Votantes                                                              | Votantes                                                                                             | 755 983   | Participación: · \| \| 66,17 % \| 5,56% | Participación: · \| \| 66,17 % \| 5,56% |     |
| Electores                                                             | Electores                                                                                            | 1 142 444 | Participación: · \| \| 66,17 % \| 5,56% | Participación: · \| \| 66,17 % \| 5,56% |     |
|                                                                       | 66,17 %                                                                                              |           |                                         |                                         |     |

## Concejales electos
Relación de concejales electos:
| N.º | Nombre                                  | Lista | Lista                 |
| --- | --------------------------------------- | ----- | --------------------- |
| 1   | Ernest Maragall i Mira                  |       | ERC+BCN-Nova-AM       |
| 2   | Ada Colau Ballano                       |       | Barcelona en Comú-ECG |
| 3   | Jaume Collboni Cuadrado                 |       | PSC-CP                |
| 4   | Manuel Valls Galfetti                   |       | BCN Canvi-Cs          |
| 5   | Elisenda Alamany i Gutiérrez            |       | ERC+BCN-Nova-AM       |
| 6   | Joaquim Forn Chiariello                 |       | Junts                 |
| 7   | Joan Subirats Humet                     |       | Barcelona en Comú-ECG |
| 8   | Laia Bonet Rull                         |       | PSC-CP                |
| 9   | Miquel Puig i Raposo                    |       | ERC+BCN-Nova-AM       |
| 10  | Janet Sanz Cid                          |       | Barcelona en Comú-ECG |
| 11  | María Luz Guilarte Sánchez              |       | BCN Canvi-Cs          |
| 12  | Albert Batlle Bastardas                 |       | PSC-CP                |
| 13  | Montserrat Benedí i Altés               |       | ERC+BCN-Nova-AM       |
| 14  | Elsa Artadi Vila                        |       | Junts                 |
| 15  | Laura Pérez Castaño                     |       | Barcelona en Comú-ECG |
| 16  | Josep Bou Vila                          |       | PP                    |
| 17  | Montserrat Ballarín Espuña              |       | PSC-CP                |
| 18  | Celestino Corbacho Chaves               |       | BCN Canvi-Cs          |
| 19  | Jordi Coronas i Martorell               |       | ERC+BCN-Nova-AM       |
| 20  | Jordi Martí Grau                        |       | Barcelona en Comú-ECG |
| 21  | David Escudé Rodríguez                  |       | PSC-CP                |
| 22  | Eva Baró i Ramos                        |       | ERC+BCN-Nova-AM       |
| 23  | Neus Munté Fernàndez                    |       | Junts                 |
| 24  | Lucía Martín González                   |       | Barcelona en Comú-ECG |
| 25  | Eva Parera Escrichs                     |       | BCN Canvi-Cs          |
| 26  | Margarita Mari Klose                    |       | PSC-CP                |
| 27  | Gemma Sendra i Planas                   |       | ERC+BCN-Nova-AM       |
| 28  | Eloi Badia Casas                        |       | Barcelona en Comú-ECG |
| 29  | Max Zañartu i Plaza                     |       | ERC+BCN-Nova-AM       |
| 30  | Francisco Sierra López (Paco)           |       | BCN Canvi-Cs          |
| 31  | Francesc Xavier Marce Carol             |       | PSC-CP                |
| 32  | Ferran Mascarell i Canalda              |       | Junts                 |
| 33  | Jordi Rabassa Massons                   |       | Barcelona en Comú-ECG |
| 34  | Óscar Ramírez Lara                      |       | PP                    |
| 35  | Maria Buhigas i San Jose                |       | ERC+BCN-Nova-AM       |
| 36  | Marc Serra Solé                         |       | Barcelona en Comú-ECG |
| 37  | María Rosa Alarcón Montañés             |       | PSC-CP                |
| 38  | Maria Magdalena Barceló Verea (Marilén) |       | BCN Canvi-Cs          |
| 39  | Jordi Castellana i Gamisans             |       | ERC+BCN-Nova-AM       |
| 40  | Albert Civit Fons                       |       | Junts                 |
| 41  | Gemma Tarafa Orpinell                   |       | Barcelona en Comú-ECG |

## Acontecimientos posteriores

### Investidura del alcaldesa
En la votación de investidura celebrada el 17 de junio de 2019 Ada Colau, de Barcelona en Comú-En Comú Guanyem, resultó elegido con mayoría absoluta, con los votos de los 10 concejales de BComú-ECG, los 8 concejales del PSC-CP y 3 concejales de BCN Canvi-Cs; Ernest Maragall recibió 10 votos de los concejales de su partido ERC+BCN-NOVA-AM y los 5 concejales de Junts; Josep Bou recibió 2 votos de los concejales de su partido el PP; Los 3 concejales restantes de BCN Canvi-Cs votaron en blanco.
|  | 51,22 % |

|  | 36,58 % |

|  | 4,88 % |

|  | 100 % |

|  | 7,32 % |

|  | 100 % |